# جائزة التشيك الكبرى للدراجات النارية 1993
جائزة التشيك الكبرى للدراجات النارية 1993 هو سباق دراجات نارية أقيم بتاريخ 22 أغسطس 1993 في حلبة برنو. كان الجولة الحادية عشر من أصل 14 في سباق الجائزة الكبرى للدراجات النارية موسم 1993. فاز الأمريكي وين ريني بفئة 500 سي سي بينما جاء الإيطالي لوكا كادالورا في المركز الثاني وحصل على المركز الثالث الأسترالي ميك دوهان.

## وصلات خارجية
- الموقع الرسمي